# Ronald Powell
Ronald Powell (Riverside, 14 maggio 1991 – 15 gennaio 2024) è stato un giocatore di football americano statunitense che giocò nel ruolo di linebacker. Fu scelto nel corso del quinto giro (169º assoluto) del Draft NFL 2014. Al college giocò a football all'Università della Florida.

## Carriera professionistica

### New Orleans Saints
Powell fu scelto nel corso del quinto giro del Draft 2014 dai New Orleans Saints. Debuttò come professionista subentrando nella settimana 1 contro gli Atlanta Falcons. La sua prima stagione si chiuse con 2 tackle in 14 presenze.

## Statistiche
| Partite totali      | 14 |
| Partite da titolare | 0  |
| Tackle              | 2  |
| Sack fatti          | 0  |
| Intercetti          | 0  |

Statistiche aggiornate alla stagione 2014